# 김두영 (희극인)
김두영(1981년 2월 19일 ~ )은 대한민국의 개그맨이다. 2006년 MBC 공채 15기 개그맨으로 데뷔했으며, 현재 코미디빅리그에 출연 중이다. 2012년 11월에 결혼하여 슬하 1남 1녀를 두고 있다. 
2025년 3월 7일 한국을 떠나 세부에서 무기한 이민 생활을 시작하기로 발표했다.

## 출연 작품

### 예능
- 《개그야》 (MBC)
- 《웃고 또 웃고》 (MBC)
- 《뮤직 코믹쇼》 (MBC Music)
- 《개그공화국》 (MBN)
- 《코미디에 빠지다》 (MBC)
- 《SNL 코리아 5》 (tvN)
- 《SNL 코리아 6》 (tvN)
- 《코미디의 길》 (MBC)
- 《코미디빅리그》 (tvN)
  - 《깝스》 김 형사 역
  - 《요상한 민박집》
  - 《충청도의 힘》
  - 《쇼미더구라》
  - 《왕자의 게임》
  - 《진호를 위하여》
  - 《석포빌라 B02호》
  - 《신기한 동물사전》
  - 《가벼운 사랑》
  - 《으랏차차 대한민국》
  - 《2018 궁예》내레이션
  - 《회장 김충남》
- 《놀라운 토요일》 (tvN)
- 《강심장VS》(SBS)

### 광고
- kt olleh tv

## 수상 내역
- 2012년 MBC 방송연예대상 코미디시트콤부문 남자신인상

1. ↑  기자, 한승곤. “"필리핀서 인생 2막"…20년차 개그맨 한국 떠난다”. 2025년 3월 7일에 확인함.